# Bataille du cap Lizard
Guerre de Succession d'Espagne
Batailles
Campagnes de Flandre et du Rhin
- Landau (1702)
- Friedlingen (1702)
- Kehl (1703)
- Ekeren (1703)
- Höchstädt (1703)
- Spire (1703)
- Schellenberg (Donauworth) (1704)
- Blenheim (1704)
- Landau (1704)
- Vieux-Brisach (1704)
- Eliksem (1705)
- Ramillies (1706)
- Stollhofen (1707)
- Cap Béveziers (1707)
- Cap Lizard (1707)
- Audenarde (1708)
- Wynendaele (1708)
- Lille (1708)
- Gand (1708)
- Malplaquet (1709)
- Douai (1710)
- Bouchain (1711)
- Denain (1712)
- Bouchain (1712)
- Douai (1712)
- Landau (1713)
- Fribourg (1713)

Campagnes d'Italie
- Carpi (1701)
- Chiari (1701)
- Crémone (1702)
- Luzzara (1702)
- Verceil (1704)
- Cassano (1705)
- Nice (1705-1706)
- Calcinato (1706)
- Turin (1706)
- Castiglione (1706)
- Toulon (1707)
- Gaeta (1707)
- Cesana (1708)
- Syracuse (1710)

Campagnes d'Espagne et de Portugal
- Cadix (1702)
- Vigo (navale 1702)
- Cap de la Roque (1703)
- Gibraltar (août 1704)
- Ceuta (1704) (es)
- Málaga (1704)
- Gibraltar (1704-1705)
- Marbella (1705)
- Montjuïc (1705)
- Barcelone (1705)
- Badajoz (1705)
- Barcelone (1706)
- Murcie (1706) (es)
- El Albujón (1706) (es)
- Santa Cruz de Ténérife (1706) (en)
- Almansa (1707)
- Xàtiva (1707)
- Ciudad Rodrigo (1707) (en)
- Lérida (1707)
- Tortosa (1708)
- Minorque (1708)
- Gudiña (1709)
- Almenar (1710)
- Saragosse (1710)
- Brihuega (1710)
- Villaviciosa (1710)
- Barcelone (1713-1714)

Campagnes de Hongrie
- Saint-Gotthard (1703) (en)
- Biskupice (1704) (en)
- Smolenice (1704) (en)
- Koroncó (1704) (en)
- Zsibó (1705) (en)
- Saint-Gotthard (1705) (en)
- Trenčín (1708) (en)

Antilles et Amérique du sud
- Santa Marta (1702)
- Guadeloupe (1703)
- Nassau (1703)
- Colonia del Sacramento (1704)
- Carthagène (1708)
- Rio (1710)
- Carthagène (1711)
- Rio (1711)
- Cassard (1712)

La bataille du cap Lizard également connue sous le nom de désastre du convoi du Portugal est une bataille navale livrée pendant la guerre de Succession d'Espagne, le 21 octobre 1707. Elle oppose une flotte française, commandée par Claude de Forbin et René Duguay-Trouin, à l'escorte anglaise d'un important convoi emmenant des renforts à destination de Lisbonne et sous les ordres du commodore Richard Edwards. Les Anglais sont battus à l'issue d'un affrontement difficile et le convoi ne peut ravitailler le corps expéditionnaire anglais présent au Portugal.

## Contexte
La guerre de succession d'Espagne (1701-1714) qui voit les grandes puissances européennes s'affronter afin d'imposer leur candidat sur le trône d'Espagne est dans sa sixième année. La guerre sur mer, entre la flotte alliée franco-espagnole d'une part et la flotte anglaise d'autre part, se concentre en Méditerranée. Le dernier grand affrontement entre les deux flottes remonte à l'été 1704, lors de la bataille navale de Vélez-Málaga qui se termine de manière indécise. Entre juillet et août 1707, la flotte anglaise, sous les ordres de l'amiral Schovell assiège Toulon, sans succès puisque le siège doit être levé au bout de deux mois.
Le 19 octobre de la même année, deux escadres françaises composées de six vaisseaux chacune, et placées sous les ordres du comte de Forbin et René Duguay-Trouin, appareillent de Brest.
Le 20 octobre 1707, une importante flotte marchande composée de 80 à 130 navires marchands anglais quitte Plymouth à destination du Portugal avec des vivres pour les armées présentes en Espagne. Ces navires marchands sont escortés par cinq vaisseaux de ligne placés sous le commandement du commodore Edwards.

## La bataille
Le 21 octobre, à 40 km au large du cap Lizard, Forbin aperçoit le convoi et décide de l'attaque. Forbin, chef d'escadre depuis le 27 septembre est l'officier supérieur le plus haut gradé et les décisions lui reviennent; cependant, c'est Duguay-Trouin, alors capitaine de vaisseau qui va se montrer le plus agressif, c'est le vaisseau de ce dernier qui conduit l'attaque et subira le plus de dégâts après que Forbin ait ordonné la chasse.
Le HMS Cumberland est immédiatement pilonné par l'artillerie du Lys et attaqué par La Gloire. Avec 200 hommes hors de combat, il abaisse son pavillon et se rend. Le HMS Royal Oak parvient à s'échapper du combat, il est immédiatement pris en chasse par L'Achille, mais une explosion accidentelle de gargousse endommage le vaisseau français, tue ou blesse 120 membres d'équipage, et le contraint à abandonner la poursuite. Le HMS Chester et le HMS Ruby se battent respectivement contre Le Jason et L'Amazone mais doivent eux aussi abaisser leurs pavillons.

## Issue et conséquence
La bataille se solde par une victoire sans appel de la flotte française; le HMS Cumberland, le HMS Chester et le HMS Ruby sont capturés, et seul le HMS Royal Oak parvient à rejoindre Kinsale avec quelques navires marchands. Le HMS Devonshire quant à lui se défend pendant plusieurs heures seul contre sept vaisseaux français, jusqu'à ce qu'un feu se déclare à bord et qu'il n'explose. Seuls deux marins survivent sur les 900 que comptait l'équipage.
La capture et mise en déroute de ce convoi eut pour conséquence de retarder l'approvisionnement en vivres et en renforts du corps expéditionnaire anglais présent au Portugal et à la placer sur la défensive en Espagne.

## Débat autour du nombre de prises
Le nombre de navires marchands capturés par la flotte française n'a pas été formellement tranché par les historiens. Des sources françaises parlent de 60 bâtiments capturés sur les 80 que comptait le convoi, certaines sources britanniques n'évoquent aucune perte. Le fait que René Duguay-Trouin et Claude de Forbin se disputèrent dans leurs Mémoires respectives la paternité de cette victoire, a certainement conduit l'un et l'autre à « gonfler » le nombre de bâtiments capturés. Le nombre exact se trouve probablement entre les deux : Polak dans sa Bibliographie maritime française parle de 15 bâtiments marchands capturés. Jean-Claude Castex reprend, lui aussi, le nombre de 15 navires marchands capturés.

## Sources et bibliographie
- Jean-Claude Castex, Dictionnaire des batailles navales franco-anglaises, Québec, Presse de l'université de Laval, 2004, 418 p. (ISBN 978-2-7637-8061-0, lire en ligne), p. 90-91
- Jean Polak et Michèle Polak, Bibliographie maritime française (lire en ligne)
- (en) Joseph Allen, Battles of the British Navy : from A.D. 1000 to 1840, Bell & Daldy publishing, 1872, ASIN: B00087UD9S